# Франшвил (Рона)
Франшвил (фр. Francheville) је насељено место у Француској у региону Рона-Алпи, у департману Рона.
По подацима из 2011. године у општини је живело 12.980 становника, а густина насељености је износила 1586,8 становника/km².

## Демографија
| 1962. | 1968. | 1975. | 1982. | 1990.  | 2011.  |
| ----- | ----- | ----- | ----- | ------ | ------ |
| 4.064 | 4.932 | 8.099 | 9.500 | 10.863 | 12.980 |